# ديفيد وليامز (لاعب كرة قدم أمريكية)
ديفيد وليامز (بالإنجليزية: David Williams)‏ هو لاعب كرة قدم أمريكية أمريكي، ولد في 21 يونيو 1966 في ملبري في الولايات المتحدة.

## وصلات خارجية
- دايفيد وليامز على موقع مرجع كرة القدم المحترفة.كوم (الإنجليزية)
- دايفيد وليامز على موقع IMDb (الإنجليزية)